# 蓮水ゆうや
蓮水 ゆうや（はすみ ゆうや、1982年4月6日 - ）は、元宝塚歌劇団宙組の男役スター。
神奈川県横浜市、多摩大学目黒高等学校出身。身長174cm。血液型B型。愛称は「ちー」、「ちひろ」。

## 来歴
2000年、宝塚音楽学校入学。
2002年、宝塚歌劇団に88期生として入団。入団時の成績は24番。星組公演「プラハの春／LUCKY STAR!」で初舞台。その後、宙組に配属。
2008年、バウ・ワークショップ「殉情」でバウホール公演初主演。
2013年、「the WILD Meets the WILD」で、七海ひろきとバウホール公演ダブル主演。
2014年7月27日、「ベルサイユのばら」東京公演千秋楽をもって、宝塚歌劇団を退団。

## 宝塚歌劇団時代の主な舞台

### 初舞台
- 2002年4 - 5月、星組『プラハの春』『LUCKY STAR!』（宝塚大劇場のみ）

### 宙組時代
- 2002年7 - 11月、『鳳凰伝』『ザ・ショー・ストッパー』
- 2003年1月、『おーい春風さん』 - 男の子『春ふたたび』 - 家来（バウホール）
- 2003年2 - 6月、『傭兵ピエール』『満天星大夜總会』
- 2003年8月、『鳳凰伝』『ザ・ショー・ストッパー』（博多座）
- 2003年10 - 2004年2月、『白昼の稲妻』『テンプテーション!』
- 2004年5 - 8月、『ファントム』 - 従者、新人公演：団員
- 2004年10 - 11月、『風と共に去りぬ』（全国ツアー） - 青年
- 2005年1 - 4月、『ホテル ステラマリス』『レヴュー伝説』
- 2005年5 - 6月、『Le Petit Jardin（ル プティ ジャルダン）』（バウホール） - ポール
- 2005年8 - 11月、『炎にくちづけを』 - 新人公演：チャール（本役：十輝いりす）『ネオ・ヴォヤージュ』
- 2006年3 - 7月、『NEVER SAY GOODBYE』 - 新人公演：マックス・ヴァン・ディック（本役：寿つかさ）
- 2006年8 - 9月、『Young Bloods!!-COSMO∞（コスモ無限大）-』（バウホール） - チート
- 2006年11 - 2007年2月、『維新回天・竜馬伝!』 - 新人公演：中岡慎太郎（本役：大和悠河）『ザ・クラシック』[2]
- 2007年4月、『NEVER SLEEP』（バウホール・日本青年館） - ハロルド・ウィリアムス
- 2007年6 - 7月、『バレンシアの熱い花』 - ペドロ、新人公演：ルーカス大佐（本役：十輝いりす）『宙 FANTASISTA!』（宝塚大劇場）
- 2007年8 - 9月、『バレンシアの熱い花』 - ペドロ、新人公演：ルーカス大佐（本役：十輝いりす）『宙 FANTASISTA!!』（東京宝塚劇場）
- 2007年10 - 11月、『バレンシアの熱い花』 - レアンドロ『宙 FANTASISTA!!』（全国ツアー）
- 2008年2 - 5月、『黎明（れいめい）の風』 - 新人公演：ダグラス・マッカーサー（本役：大和悠河）『Passion 愛の旅』[3]
- 2008年7月、『殉情（じゅんじょう）』（バウホール） - 佐助 バウWS主演[3][2]
- 2008年9 - 12月、『Paradise Prince（パラダイス プリンス）』 - マイケル、新人公演：ラルフ・ブラウン（本役：北翔海莉）『ダンシング・フォー・ユー』
- 2009年2月、『外伝 ベルサイユのばら-アンドレ編-』 - ミッシェル・ヴェール『ダンシング・フォー・ユー』（中日劇場）
- 2009年4 - 7月、『薔薇に降る雨』 - 警官『Amour それは…』
- 2009年8月、『大江山花伝』 - 仏『Apasionado（アパショナード）!!II』（博多座）
- 2009年11 - 2010年2月、『カサブランカ』 - エミール
- 2010年3 - 4月、『シャングリラ-水之城-』（ドラマシティ・日本青年館） - 雹
- 2010年5 - 8月、『TRAFALGAR（トラファルガー）』 - オーレリー・バイロン『ファンキー・サンシャイン』
- 2010年9月、蘭寿とむコンサート『“R”ising!!』（バウホール・昭和女子大学人見記念講堂）
- 2010年11 - 2011年1月、『誰がために鐘は鳴る』 - イグナシオ
- 2011年3月、『記者と皇帝』（日本青年館・バウホール） - ダグラス・リーヴ
- 2011年5 - 8月、『美しき生涯』 - 糟屋武則『ルナロッサ』
- 2011年10 - 12月、『クラシコ・イタリアーノ』 - ペッピーノ・ブラージ『NICE GUY!!』
- 2012年1 - 2月、『ロバート・キャパ 魂の記録』（バウホール・日本青年館） - アンリ・カルティエ＝ブレッソン
- 2012年4 - 7月、『華やかなりし日々』 - ピーター・ヘインズ『クライマックス』
- 2012年8 - 11月、『銀河英雄伝説@TAKARAZUKA』 - オスカー・フォン・ロイエンタール[2]
- 2013年1月、『逆転裁判3 検事マイルズ・エッジワース』（ドラマシティ・日本青年館） - グレゴリー・エッジワース
- 2013年3 - 6月、『モンテ・クリスト伯』 - ヴィルフォール『Amour de 99!!-99年の愛-』[2]
- 2013年7 - 8月、『the WILD Meets the WILD』（バウホール） - ジェレミー・ノースブルック バウW主演[3]
- 2013年9 - 12月、『風と共に去りぬ』 - ジョージ
- 2014年2月、『ロバート・キャパ 魂の記録』 - パブロ・ピカソ『シトラスの風II』（中日劇場）
- 2014年5 - 7月、『ベルサイユのばら-オスカル編-』 - ベルナール 退団公演[3]

### 出演イベント
- 2009年9月、北翔海莉ディナーショー『ALL OF ME』
- 2009年12月、タカラヅカスペシャル2009『WAY TO GLORY』
- 2010年12月、タカラヅカスペシャル2010『FOREVER TAKARAZUKA』
- 2012年5月、大空祐飛ディナーショー『YUHizm』
- 2012年12月、タカラヅカスペシャル2012『ザ・スターズ!〜プレ・プレ・センテニアル〜』

## TV出演
- 2011年12月、フジテレビ『2011 FNS歌謡祭』
- 2012年10月、日本テレビ『嵐にしやがれ』[7]
- 2014年1月、フジテレビ『SMAP×SMAP』 - スマ進ハイスクール